# خوسيه برودينسيو باديلا
خوسيه برودينسيو باديلا هو سياسي كولومبي، ولد في 19 مارس 1784 في ريوهاتشا في كولومبيا، وتوفي في 22 أكتوبر 1828 في بوغوتا في كولومبيا.